# Julius Dickmann
Julius Dickmann (geb. 1894; gest. 1942) war ein österreichischer Rätesozialist.

## Leben
Dickmann stammte aus dem jüdischen Kleinbürgertum und trat erstmals in der Österreichischen Revolution von 1918 politisch hervor. Er war aktiv in der Föderation Revolutionärer Sozialisten – Internationale und setzte sich für das Rätesystem ein. Später wirkte er in den Blättern der KPÖ, die ihm jedoch bald nicht mehr zur Verfügung standen. Seine linkskommunistischen Ansichten vertrat er daraufhin in der Freien Tribüne, dem Organ der Poale Zion in Österreich.
Dickmann wurde 1942 deportiert und ermordet.